# Amphipsylla asiatica
Amphipsylla asiatica är en loppart som beskrevs av Ioff 1928. Amphipsylla asiatica ingår i släktet Amphipsylla och familjen smågnagarloppor. Inga underarter finns listade i Catalogue of Life.